# 白筍玉米捲管螺
白筍玉米捲管螺（学名：Inquisitor alabastes）为捲管螺科玉米捲管螺屬下的一个种。